# Sèvres

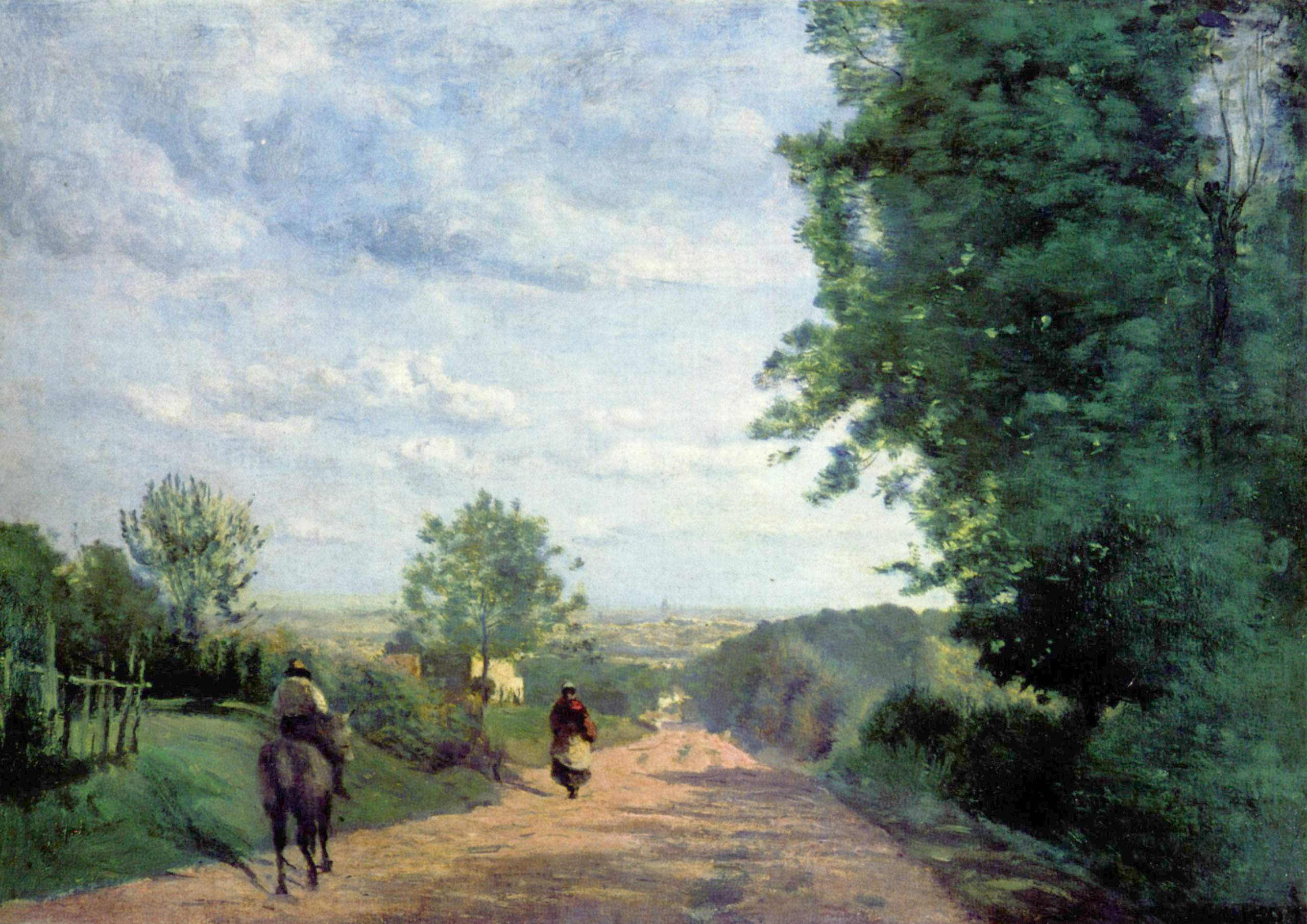
En tavla från mitten av 1850-talet av Jean-Baptiste Camille Corot föreställande vägen till Sèvres.

Sèvres är en kommun i departementet Hauts-de-Seine i regionen Île-de-France i norra Frankrike. Kommunen ligger i kantonen Sèvres som tillhör arrondissementet Boulogne-Billancourt. År 2022 hade Sèvres 22 782 invånare.
Kommunen är en förstad till Paris, belägen ca 10 km sydväst om Paris centrum (några kilometer från stadsgränsen). Den 10 augusti 1920 slöts på orten freden i Sèvres.
Staden är känd för sitt porslin. Sedan 1738 har man tillverkat porslin. Staden är även säte för den internationella BIPM (Internationella byrån för mått och vikt) kilogramprototypen som definierar hur mycket massa ett kilogram är.

## Befolkningsutveckling
Antalet invånare i kommunen Sèvres
| Referens: INSEE |